# بيتر بوكورني
بيتر بوكورني (مواليد 8 أغسطس 2001) هو لاعب كرة سلوفاكي يلعب في مركز الوسط المدافع في نادي ريال سوسيداد ب.